# Dasychira suisharyonis
Dasychira suisharyonis är en fjärilsart som beskrevs av Embrik Strand 1914. Dasychira suisharyonis ingår i släktet Dasychira och familjen tofsspinnare. Inga underarter finns listade i Catalogue of Life.